# Сіґрід Кааґ
Сіґрід Аґнес Марія Кааґ (нід. вимова: [ˈsiɣrɪt ˈɑxnɛs maːˈrijaː kaːx]; нар. 2 листопада 1961, Рейсвейк, Нідерланди) — нідерландська політична діячка та дипломат. Перший заступник прем'єр-міністра та міністр фінансів у четвертому уряді Рютте з 10 січня 2022. Міністр закордонної торгівлі та співпраці з питань розвитку з 26 жовтня 2017 до 10 серпня 2021 та Міністр закордонних справ з 25 травня до 16 вересня 2021 в третьому уряді Рютте. Лідер Демократів 66 з 4 вересня 2020 року до 12 серпня 2023 року.
За професією дипломат, Кааґ працювала державним службовцем у Міністерстві закордонних справ з 1990 до 1993 року, коли вона стала посадовою особою ООН при UNRWA в Єрусалимі з 1994 до 1997 року. Кааґ працювала адміністратором в Міжнародній організації з міграції у Женеві з 1998 до 2004 року, там же стала старшим радником Організації Об'єднаних Націй з Хартуму та Найробі, цю посаду обіймала до 2005 року, коли стала високопосадовцем ЮНІСЕФ. Кааґ працювала регіональним директором з питань Близького Сходу та Північної Африки в ЮНІСЕФ в Аммані з 2007 року по травень 2010 року, коли її призначили помічником Генерального секретаря та директором Бюро зовнішніх зв'язків ПРООН у Нью-Йорку. Вона курувала стратегічне залучення ПРООН до зовнішніх зв'язків, спілкування та адвокацію на рівні організації, а також мобілізацію ресурсів. 
З січня 2015 року до жовтня 2017 року вона працювала Спеціальним координатором ООН з питань Лівану (UNSCOL). До цього вона працювала заступником Генерального секретаря та спеціальним координатором |Спільної місії Організації із заборони хімічної зброї (ООН-ОЗХО) з метою ліквідації заявленої програми хімічної зброї Сирійської Арабської Республіки в період з жовтня 2013 року по вересень 2014 року. До моменту своєї місії в Сирії вона працювала помічником Генерального секретаря та помічником адміністратора та директором Бюро зовнішніх зв'язків та адвокації Програми розвитку ООН.

## Ранні роки та освіта
Кааґ народилася в Рейсвейку в родині класичного піаніста. Вона виросла в Зейсті і вивчала арабську мову в Утрехтському університеті, але пізніше перейшла в Американський університет у Каїрі, де отримала ступінь бакалавра в галузі студій Близького Сходу 1985 року Згодом вона здобула ступінь магістра та ступінь з міжнародних відносин в коледжі Св. Антонія (Оксфордський університет) у 1987 році, а пізніше ступінь магістра в галузі студій Близького Сходу в Університеті Ексетера 1988 року. Вона також пройшла навчання з іноземних відносин в Інституті Клінгендаеля в Гаазі та навчалась у французькій Національній адміністративній школі (ENA).

## Кар'єра

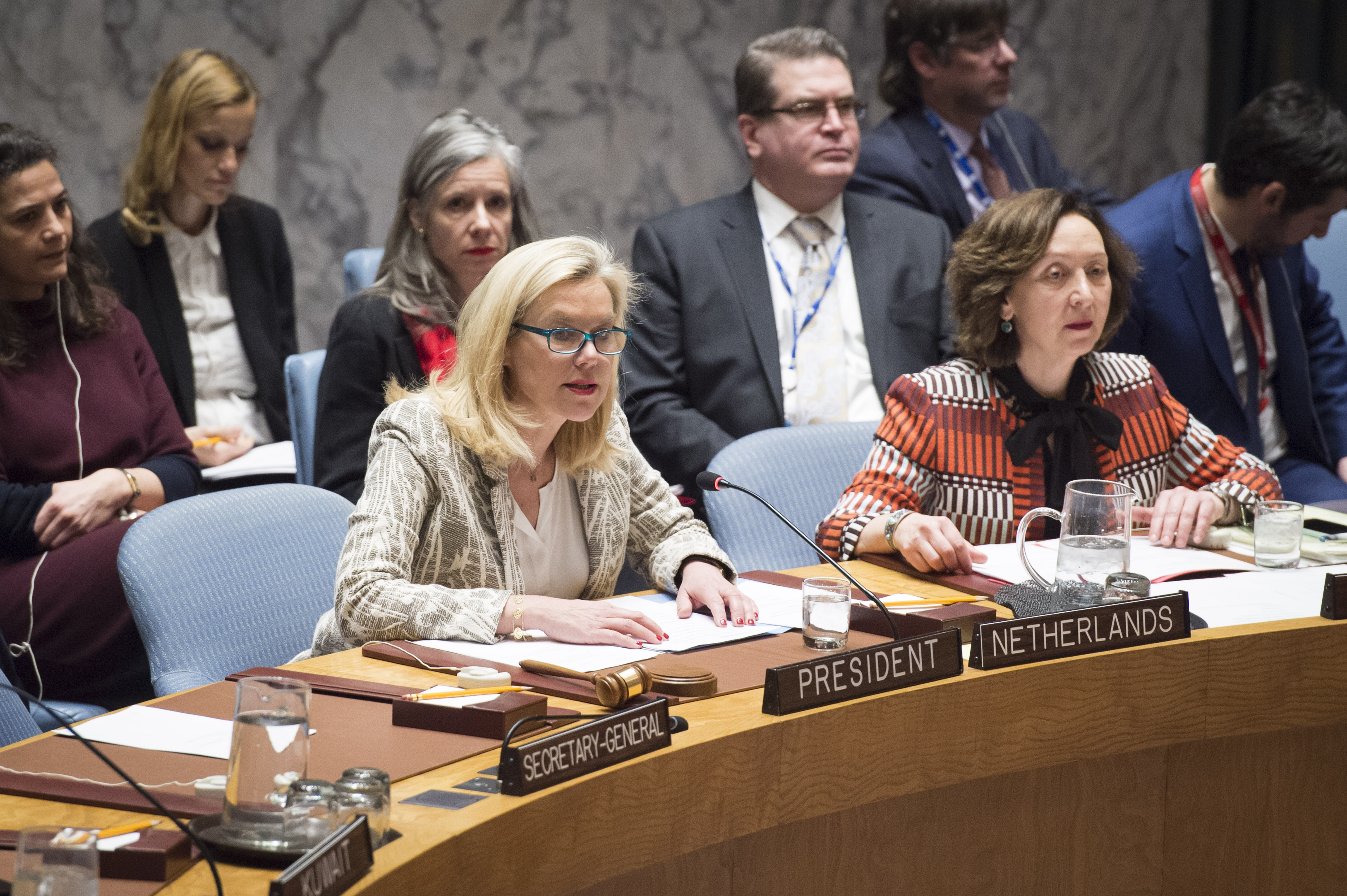
Кааґ на виступі перед Радою Безпеки ООН 2018 року

### Рання кар'єра
Після навчання Кааґ працювала аналітиком Royal Dutch Shell у Лондоні, Велика Британія. Згодом вона працювала в Міністерстві закордонних справ Нідерландів на посаді заступника голови Департаменту політичних справ ООН. Під час перебування на дипломатичній службі вона жила і працювала в Бейруті, Відні та Хартумі.

### 1994—2013: Кар'єра в ООН
Кааґ почала працювати в Організації Об'єднаних Націй в 1994 році й спочатку працювала старшим радником ООН в Канцелярії заступника спеціального представника Генерального секретаря в Хартумі, Судан. З 1998 до 2004 року вона була головою відділу зв'язків із донорами Міжнародної організації з міграції та старшим менеджером програм Управління зовнішніх зв'язків UNRWA в Єрусалимі. Працюючи на Близькому Сході, вона відповідала за такі райони, як окуповані Палестинські території, Ліван, Йорданія та Сирія.
З 2007 до травня 2010 року Кааґ була регіональним директором з питань Близького Сходу та Північної Африки в ЮНІСЕФ в Амані. У травні 2010 року вона призначена помічником Генерального секретаря та помічником адміністратора та директором Бюро зовнішніх зв'язків та адвокації Програми розвитку ООН у Нью-Йорку. Як помічник, вона була заступницею Гелен Кларк і курувала стратегічне зовнішнє залучення ПРООН, спілкування та адвокацію в масштабах всієї організації, а також залучення ресурсів. 

### 2013—2014: Керівниця Спільної місії ОЗХО-ООН у Сирії
13 жовтня 2013 року Генеральний секретар ООН Пан Гі Мун призначив Кааґ очолити Спільну місію ОЗХО-ООН з питань знищення хімічної зброї в Сирії. Рада Безпеки ООН повинна була проголосувати за її кандидатуру через три дні, 16 жовтня. Її офіційно підтвердили на цю посаду. Кааґ очолювала групу зі ста експертів, відповідальних за забезпечення ліквідації запасів хімічної зброї в Сирії до 30 червня 2014 року.

### 2014—2017: Спеціальний координатор ООН з питань Лівану
Наприкінці терміну її повноважень у вересні 2014 року ЗМІ повідомляли, що Кааґ, за чутками, замінить Лахдара Брахімі на посаді спеціального посланника ООН у Сирії. 1 грудня 2014 року Генеральний секретар ООН Пан Гі Мун оголосив, що Кааґ стане Спеціальним координатором ООН з питань Лівану (РБ ООН), наступницею Дерека Пламблі.
На початку 2017 року міжнародними ЗМІ Кааґ вважалася одним із кандидатів на пост Гелен Кларк на посаді адміністратора Програми розвитку ООН та керівника Групи розвитку ООН; пост врешті-решт дістався Ахіму Штайнеру.

### 2017— нині: Міністр та лідер D66

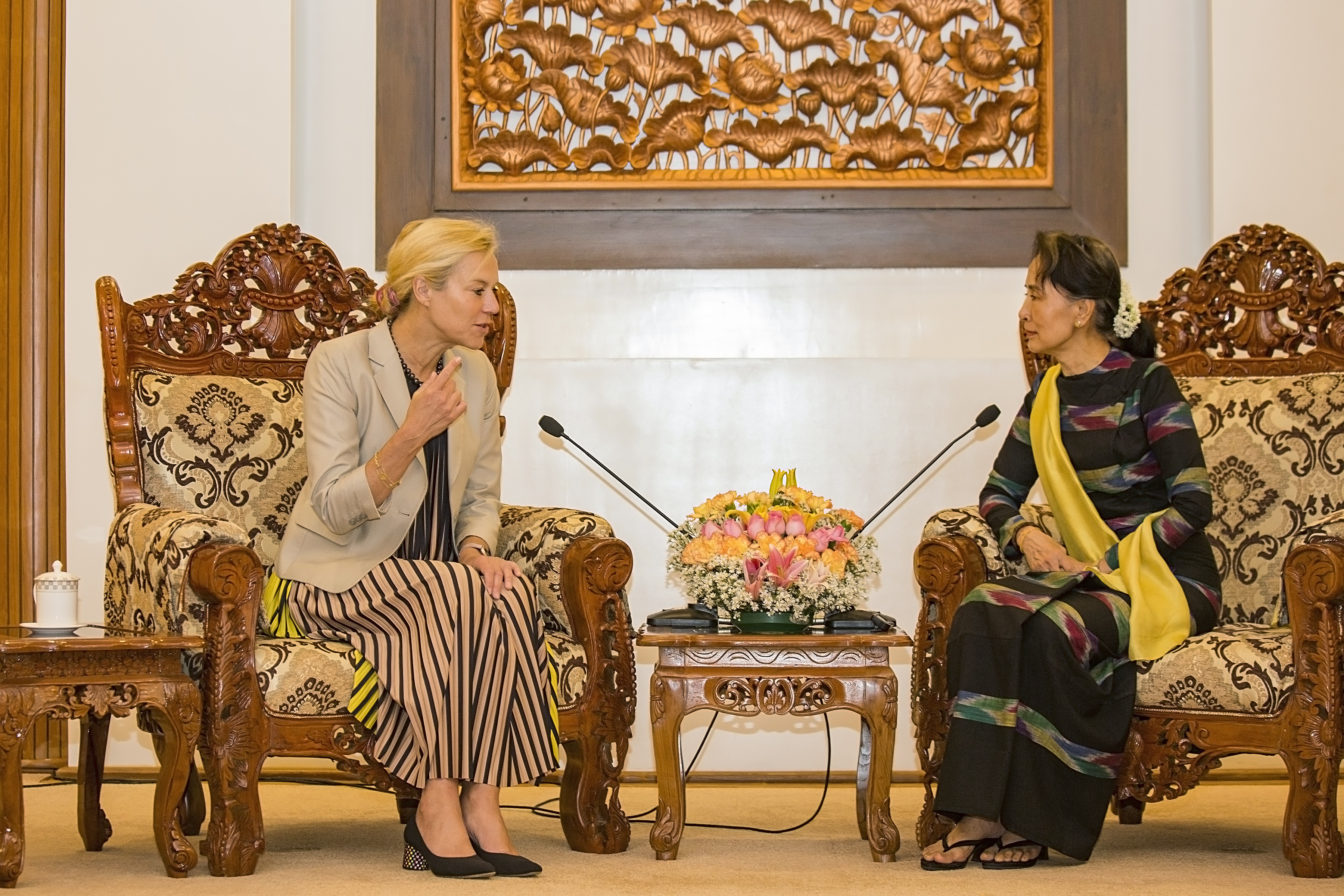
Зустріч Кааґ з Державним радником М'янми Аун Сан Су Чжі 2018 року

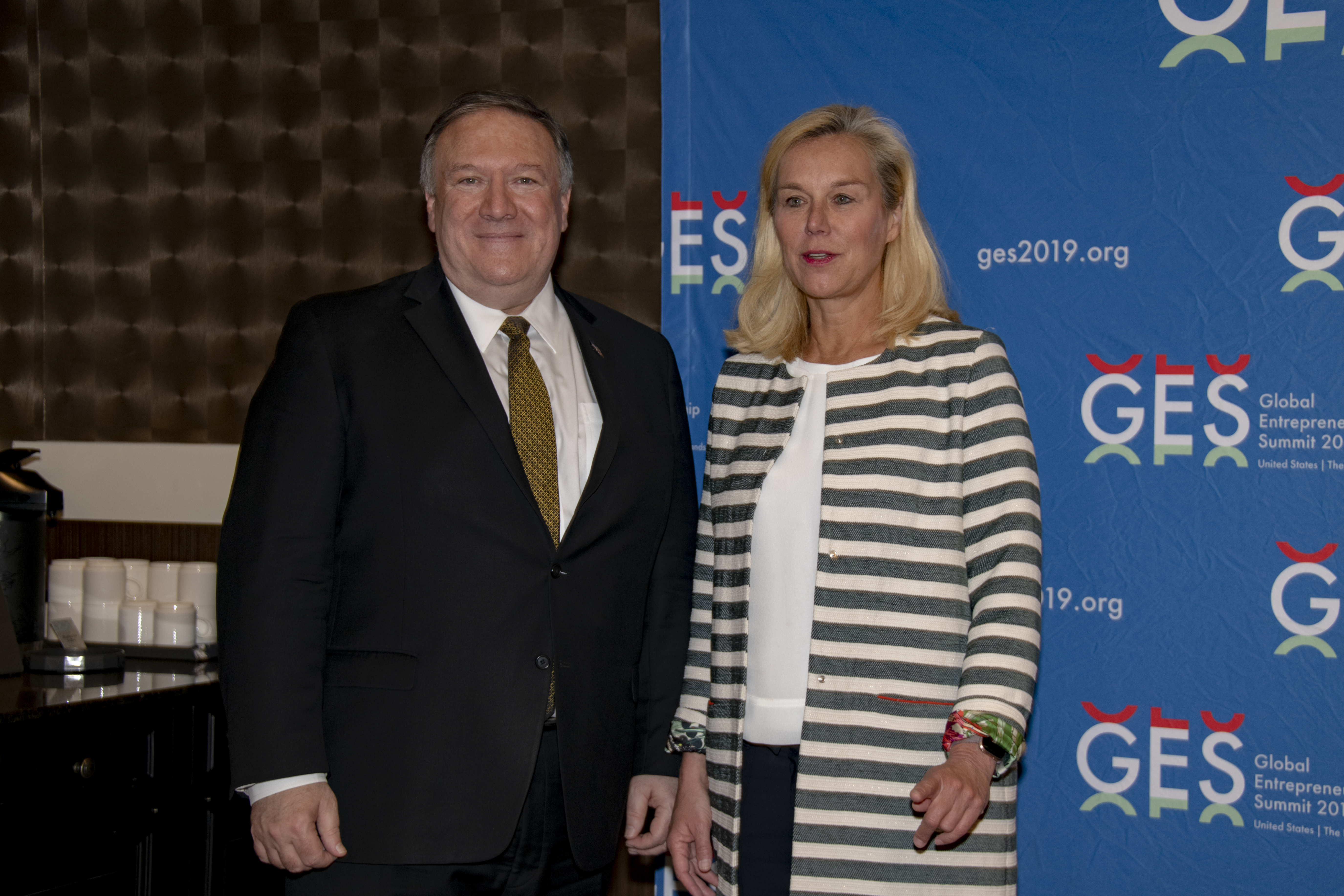
Державний секретар США Майк Помпео та Сіґрід Кааґ 2019 року

З 26 жовтня 2017 року до 3 серпня 2021 Кааґ обіймала посаду Міністра закордонної торгівлі та співпраці з питань розвитку у третьому уряді прем'єр-міністра Марка Рютте. Після відставки міністра закордонних справ Галбе Зейлстра (VVD) 13 лютого 2018 року вона була призначена тимчасово на його посаду, зберігаючи іншу посаду в уряді. Сіґрід Кааґ стала першою жінкою-міністром закордонних справ Нідерландів. 7 березня 2018 року її замінив Стеф Блок.
З 2018 року Кааґ працює у спільній Раді з моніторингу готовності Світового банку та ВООЗ (GPMB), співголовою якої є Елхадж Ас Си та Ґру Гарлем Брундтланн. 2019 року вона приєдналася до Групи високого рівня з питань гуманітарних інвестицій Всесвітнього економічного форуму, у якій співголовують Берге Бренде, Кристаліна Георгієва та Пітер Маурер.
21 червня 2020 року Кааґ оголосила про висунення своєї кандидатури на посаду голови списку партії Демократи 66 на загальних виборах у Нідерландах 2021 року, маючи намір стати першою жінкою-прем'єр-міністром Нідерландів. Кааґ була обрана лідером партії 4 вересня 2020 року й очолювала партію під час загальних виборів у Нідерландах 2021 року.
З 25 травня до 16 вересня 2021 — Міністр закордонних справ Нідерландів. Подала у відставку через ситуацію з евакуацією з Афганістану після захоплення влади в країні талібами після того, як Палата представників Нідерландів висловила вотум недовіри уряду.

## Почесні відзнаки та нагороди
- 2015 — Почесний докторський ступінь в Університеті Ексетера[22]
- 2016 — Премія миру Вателера, присуджена Фондом Карнеґі[23]

## Інші види діяльності

### Міжнародні організації
- Африканський банк розвитку (AfDB), член Ради керівників (з 2017 р.)[24]
- Азійський банк розвитку (АБР), член Ради керівників (з 2017 р.)[25]
- Європейський банк реконструкції та розвитку (ЄБРР), альтернативний член Ради керівників (з 2017 р.)[26]
- Міжамериканська інвестиційна корпорація (IIC), член Ради керівників (з 2017 р.)[27]
- Спільний комітет з розвитку Світового банку та МВФ, альтернативний член[28]
- Багатостороння агенція з гарантування інвестицій (MIGA), Група Світового банку, альтернативний член Ради керівників (з 2017 р.)[29]
- Світовий банк, альтернативний член Ради керівників (з 2017 р.)[30]
- OECD/UNDP Податкові інспектори без кордонів (TIWB), член Правління (з 2017 р.)[31]

### Некомерційні організації
- P4G — Партнерство заради зеленого зростання та глобальних цілей 2030, член Ради директорів (з 2019 р.)[32]
- Generation Unlimited, член правління (з 2018 р.)[33]
- Міжнародні ґендерні чемпіони (IGC), член (з 2017 р.)[34]
- Глобальна комісія зі стабільності кіберпростору (GCSC), член (2017)[35]

## Особисте життя
Кааґ одружена, має чотирьох дітей. Її чоловік Аніс аль-Как — громадянин Палестини із Західного берега, який працював заступником міністра під керівництвом Ясіра Арафата в 1990-х роках і був представником палестинців у Швейцарії. Кааґ є поліглотом і володіє шістьма мовами: голландською, англійською, французькою, іспанською, німецькою та арабською. Вона католичка. Була першим спеціальним представником Генерального секретаря ООН, про яку писали в нідерландському виданні журналу про моду та стиль життя Vogue.